# أبجدية مناهج تقييم الكلام الصوتية الموسعة
طور جون ك. ولز عام 1995 أبجدية مناهج تقييم الكلام الصوتية الموسعة (Extended Speech Assessment Methods Phonetic Alphabet: X-SAMPA إكستنديد سپيچ أسسمنت ميثدز فنيتيك ألفبيت: إكس‌سامپا؛ (تُلفظ بالإنجليزية: ‎/ɪkˈstɛndɪd spiːtʃ əˈsɛsmənt ˌmɛθədz fəˈnɛtɪk ˈælfəbɛt/ – /ˈɛksˌsæmpə/‏)) مصمما إياها لتوحيد أبجديات مناهج تقييم الكلام الصوتية، وأيضا كي تشمل جميع رموز الأبجدية الصوتية الدولية، مع استخدام الرموز المعيارية الأمريكية لتبادل المعلومات فقط.

## ر أيضا
- أبجدية صوتية دولية عربية

## وصلات خارجية
- اقتراح توسيع أبجدية مناهج تقييم الكلام الصوتية
- تحويل رموز أبجدية مناهج تقييم الكلام الصوتية الموسعة إلى رموز الأبجدية الصوتية الدولية